# Harlekijnkikker
De harlekijnkikker of bonte klompvoetkikker (Atelopus varius)  is een klompvoetkikker uit de familie padden (Bufonidae).
De soort werd voor het eerst wetenschappelijk beschreven door Hinrich Lichtenstein en Eduard Carl von Martens in 1856. De soort komt voor in de Midden-Amerikaanse landen Costa Rica en Panama en wordt met uitsterven bedreigd. De harlekijnkikker is momenteel door de IUCN als kritiek geclassificeerd.

## Kenmerken

### Uiterlijk
Hoewel de harlekijnkikker en de andere klompvoetkikkers een kikkerachtig uiterlijk hebben, worden ze vanwege de aanwezigheid van het orgaan van Bidder – een rudimentaire klier die een rol speelt in de voortplanting – bij de padden ingedeeld. Er is een sterke interindividuele variatie in het kleurenpatroon tussen populaties en individuen van de harlekijnkikker, waarbij er sprake is van een combinatie van zwart, geel (variërend van geelgroen tot oranjegeel) en eventueel helderrood in een vlekkenpatroon of grotere aaneengesloten kleurvlakken. Mannetjes zijn 25 tot 49,5 mm groot, vrouwelijke exemplaren zijn met een lengte van 33 tot 60 mm iets groter. De alternatieve naam "klompvoetkikker" dankt de harlekijnkikker evenals zijn verwanten aan de bouw van de lange dunne poten, waarbij de middelste vingers en tenen van iedere poot zijn gereduceerd en soms ook de binnenste twee tenen. De harlekijnkikker heeft kleine speekselklieren.
Binnen de resterende populaties in Costa Rica worden vier morphotypes onderscheiden. Type A is een tweekleurige variant met een gele grondkleur en zwarte gebieden op de rug en poten. Type B is een driekleurige variant met een donkerbruine tot zwarte grondkleur en oranjerode stippen of brede strepen, een geel onderste derde van de flanken en zwarte poten met gele of oranje banden. Type C is eveneens een driekleurige variant met een zwarte grondkleur en daarbij kleine gele stippen en grotere oranjerode vlekken op de romp en poten. Type D heeft een zeer variabel kleurenpatroon met een zwarte grondkleur en gele en oranjerode gebieden. 
De huid van wilde exemplaren bevat twee soorten gifstoffen, de steroïdachtige bufadienoliden en de wateroplosbare tetrodotoxines. Beide gifstoffen zijn krachtige neurotoxines. De opvallend gekleurde huid werkt hierbij waarschuwend voor de giftigheid. In gevangenschap blijken de bufadienoliden aanwezig te blijven, maar activiteit van tetrodotoxines wordt onmeetbaar. Dit wijst er op dat de dieren de eerste toxines zelf aanmaken, maar dat bij de productie van de tweede soort omgevingsfactoren een rol spelen, zoals mogelijke symbiotische micro-organismen.

### Leefwijze
De harlekijnkikker is een dagactief dier dat voornamelijk op de bosbodem leeft en vaak lange tijd in hetzelfde gebied blijft. Dit dier kan slecht zwemmen en leeft alleen tijdens het paarseizoen in het water. De harlekijnkikker voedt zich met kleine geleedpotigen. Er zijn weinig bekende predatoren. De parasitaire vleesetende vlieg Notochaeta bufonivora legt eieren in de huid van de harlekijnkikker, waarna de larven zich voeden met het slachtoffer. Een exemplaar dat is besmet met myiasis sterft binnen enkele dagen. Daarnaast is predatie door de nevelbosmelkslang, grote landkrabben en grotere vissoorten, waaronder geïntroduceerde forellen, beschreven.

## Verspreiding en habitat
Het verspreidingsgebied van de harlekijnkikker is in de laatste dertig jaar sterk afgenomen. De soort komt van oorsprong voor in bosgebieden met kleine snelstromende stroompjes in Costa Rica en Panama.
De harlekijnkikker was voorheen een vrij algemene soort in Costa Rica met meer dan honderd bekende populaties. Het merendeel van deze populaties leefden in de centrale bergketens aan zowel de Pacifische als de Caribische zijde tussen de 500 en 2000 meter hoog, evenals in een deel van het Pacifische laagland. De soort is niet bekend uit de Pacifische schiereilanden Nicoya en Osa of de Caribische kuststreken. Begin jaren tachtig was de soort in de regio van Monteverde op elk moment van het jaar goed te vinden in het gebied, zoals wordt vermeld in een studie bij Río Lagarto, gelegen op 1140 meter hoogte aan de Pacifische zijde van de Cordillera de Tilarán nabij Santa Elena. In het hoogland kwam de harlekijnkikker deels samen voor met de verwante Atelopus senex in de Cordillera Central en Atelopus chiriquiensis in de Cordillera de Talamanca.
In Panama was dit amfibie te vinden in de Cordillera de Talamanca en de Cordillera de Chiriquí in het westen van het land en in de Cordillera Central. Op basis van mitochondriaal DNA zijn in de westcentrale delen van Panama op basis van onderzoek op twaalf locaties tussen 2001 tot 2004 drie varianten onderscheiden met een verschillend verspreidingsgebied: de grote "gouden harlekijnkikker" (mannetjes 39-49,5 mm, vrouwtjes 43–60 mm), de middelgrote "variabele harlekijnkikker" (mannetjes 29,5–42 mm, vrouwtjes 45-53,5 mm) en de kleine "laaglandharlekijnkikker" (mannetjes 27–32 mm, vrouwtje 47,5 mm). De "variabele harlekijnkikker" heeft het grootste verspreidingsgebied, dat van Reserva Forestal La Fortuna in de Chiriquí via Parque Nacional Santa Fé in Veraguas tot het oosten van Parque Nacional General Omar Torrijos in Coclé loopt in gebieden tussen de 400 en 1035 meter hoogte. Waarschijnlijk is dit ook de variant die voorkomt in Costa Rica en de westelijkere delen van Panama die buiten het studiegebied vielen. De "gouden harlekijnkikker" komt voor in bosgebieden tussen de 300 en 1000 meter hoogte van El Copé in Parque Nacional General Omar Torrijos tot het noordoosten van Valle de Antón. In Coclé komt de harlekijnkikker aan beide zijden van de continentale scheiding voor. In de overige delen van Valle de Antón wordt de harlekijnkikker vervangen door de Panamese goudkikker (Atelopus zeteki), die voorheen beschouwd werd als een ondersoort van de harlekijnkikker maar tegenwoordig als een aparte soort wordt gezien. De laaglandharlekijnkikker leeft in de Caribische laaglandregenwouden van zeeniveau tot 150 meter hoogte in de oostcentrale provincie Colón.
Binnen het verspreidingsgebied van de harlekijnkikker vormen steile berghellingen een barrière tussen de subpopulaties. Beperkte hellingen, bijvoorbeeld bij riviertjes of bergruggen zijn daarentegen vooral in hooglandgebieden belangrijke corridors voor genetische uitwisseling tussen subpopulaties.

## Achteruitgang

### Monteverde
Begin jaren negentig lieten studies in Monteverde als eerste de achteruitgang van de harlekijnkikker zien. Bij een transectiestudie van 1982 tot 1983 werden gemiddeld 751 volwassen exemplaren gevonden in een gebied van 200 meter. In 1988 en 1989 vond plots een sterke achteruitgang plaats in de populatie en bij intensief onderzoek tussen 1990 en 1992 werden geen harlekijnkikkers meer gevonden in Monteverde. Sindsdien is de soort ook nooit meer gezien in het gebied. In dezelfde periode verdween ongeveer veertig procent (20/49) van de kikkersoorten uit Monteverde, met de endemische gouden pad (Bufo periglenus) als bekendste voorbeeld. Verschillende hypothesen voor het verdwijnen van de soort werden geformuleerd, waarbij met name werd gedacht aan klimatologische factoren. Er leek sprake van een verband tussen het afname van het aantal volwassen kikkers en het optreden van het El Niño-effect. Stoornissen in de temperaturen en de neerslag ten gevolge van het El Niño-effect werden als een belangrijke oorzaak gezien voor het verdwijnen van de soort.

### La Fortuna
Nadat steeds meer populaties van de harlekijnkikker verdwenen, werd de soort in 1996 in Costa Rica als uitgestorven beschouwd. Op dat moment kwam de harlekijnkikker nog wel voor op meerdere locaties in Panama.
Bij onderzoek in Reserva Forestal La Fortuna, gelegen op 1000 tot 1400 meter hoogte, tussen 1993 en 1995 was er in het reservaat een algemene en diverse samenstelling van kikkerachtigen, waartoe ook de harlekijnkikker behoorde. In december 1996 en januari 1997 werden veel dode en stervende volwassen dieren en abnormale kikkervisjes gevonden. Bij alle onderzochte dode kikkers werden epidermale afwijkingen ten gevolge van een schimmelinfectie vastgesteld. Bij retrospectief histologisch onderzoek van specimen op sterkwater uit La Fortuna uit de periode 1987 tot 1995 werd deze schimmel niet aangetroffen. Aan de hand van deze resultaten, in combinatie met soortgelijke vondsten bij kikkers die tijdens een massale sterfte in de bergbossen van Big Tableland in Queensland (1993-1994) waren onderzocht, werd de epidemische vorm van chytridiomycose op basis van infectie met Batrachochytrium dendrobatidis beschreven. Later is de ziekte ook op andere continenten aangetroffen. Bij hernieuwd onderzoek in La Fortuna in juli en augustus 1997 waren kikkerachtigen zeldzaam en waren acht soorten uit het gebied verdwenen, waaronder de harlekijnkikker. De massasterfte in La Fortuna vertoonde hetzelfde patroon als eerder was waargenomen in Monteverde en Las Tablas bij het Costa Ricaanse deel van Internationaal park La Amistad en de massasterftes in deze twee gebieden werden daarom retrospectief ook aan chytridiomycose toegeschreven. Beperktere observaties uit het gebied van Cerro Pando, dat zich geografisch halverwege Las Tablas en La Fortuna bevindt, ondersteunen dit. Hier werden in 1994 dode Atelopus chiriquiensis gevonden en diagnostisch onderzoek toonde bij het merendeel van de exemplaren chytridiomycose aan.
Bij retrospectief histologisch onderzoek werd later bij diverse kikkers van verschillende locaties in Costa Rica chytridiomycose aangetoond. Van 37 onderzochte specimen van harlekijnkikkers uit de periode 1979 tot 1996 in de collectie van het zoölogisch museum van de Universidad de Costa Rica bleken twee exemplaren positief: één uit San Ramón de Sarapiquí uit 1986 en één uit Rivas bij San Isidro de El General in de Cordillera de Talamanca uit 1992. Bij specimen uit Monteverde uit 1987 werd bij een deel van de kikkers de ziekte gevonden. De epidemische chytridiomycose lijkt in Midden-Amerika begin jaren zeventig te zijn begonnen in zuidelijk Mexico. De "ziektegolf" breidde zich in de loop der jaren in zuidelijke richting uit.

### El Copé
Eind 2004 bereikte Batrachochytrium dendrobatidis de westcentrale provincie Coclé. Tijdens een observationele studie van 2000 tot 2005 op twee locaties in het regenwoud van Parque Nacional General Omar Torrijos, El Copé (700 meter hoogte) en Santa Marta (500 meter hoogte), werd de komst van chytridiomycose in de twee populaties waargenomen. Binnen vijf maanden was 50% van de soorten en 80% van de amfibieën verdwenen uit het gebied. In de amfibieënpopulaties werden grote verschillen gezien tussen de verschillende soorten op de komst van de ziekte in het gebied. Een deel overleefde, terwijl andere soorten sterk in aantal daalden of verdwenen. Harlekijnkikkers behoren tot de amfibieën die het kwetsbaarst zijn voor chytridiomycose. Bij onderzoek in begin 2004 in El Copé bleek sprake van een sterke variatie in de immuunafweer door middel van huidpeptiden tussen de soorten. De harlekijnkikker bleek de minste typen huidpeptiden (vijf) te hebben. Bij eerder onderzoek, waarbij de massasterftes van Monteverde, Las Tablas en La Fortuna werden vergeleken, werd de 'lifetime aquatic index" als grootste risicofactor gevonden: hoe meer een soort afhankelijk is van water voor de voortplanting, hoe groter het risico van chytridiomycose, wat verband houdt met de verspreidingswijze van de ziekte middels zoösporen in het water.

## Restpopulaties

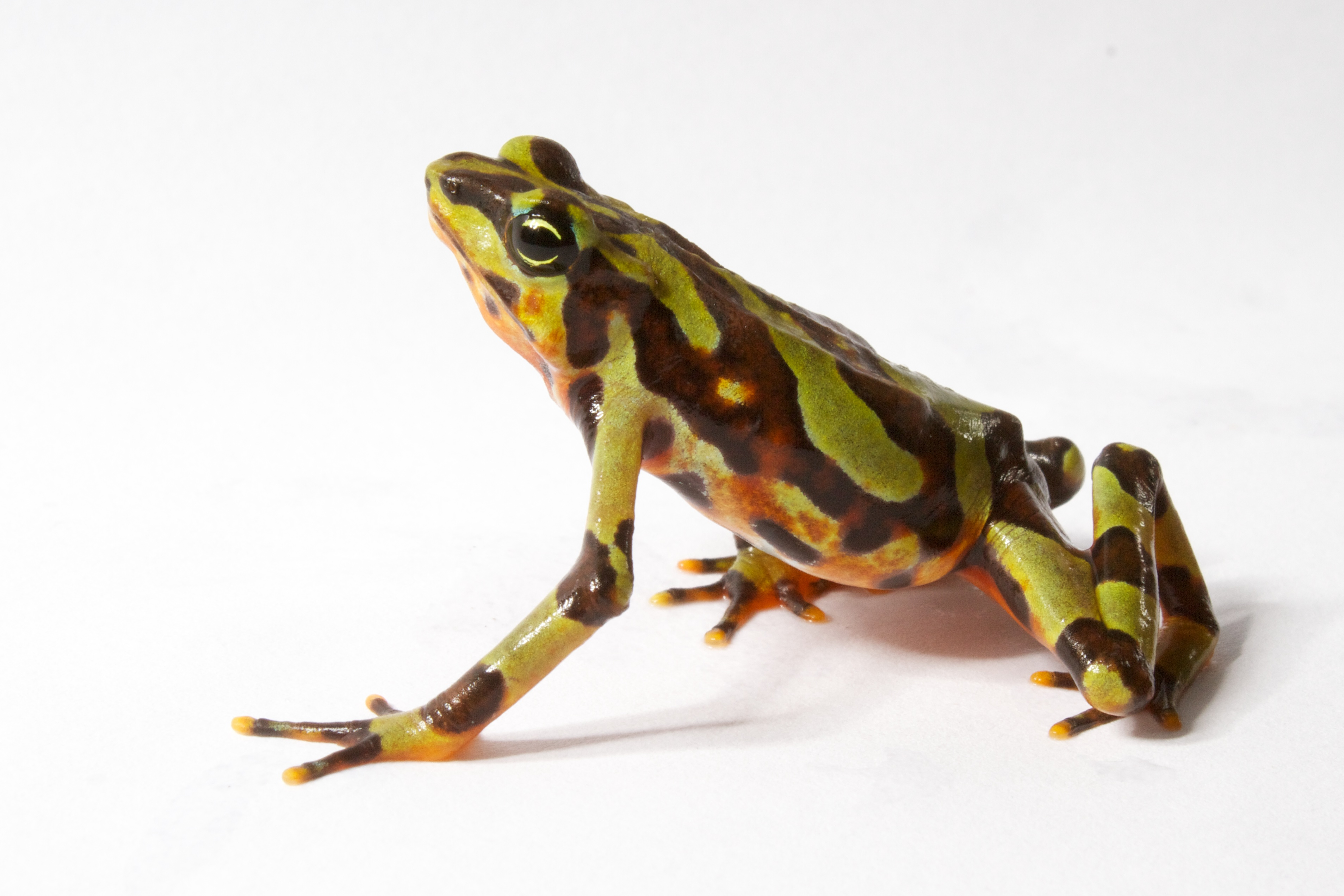
Een harlekijnkikker

### Costa Rica
In 2003 werd een populatie ontdekt in Costa Rica in Pacifisch laaglandregenwoud van Fila Chonta. Dit gebied bevindt zich op 300 tot 425 meter boven zeeniveau en ligt in het Rainmaker Conservation Project, een private natuurgebied bij Cerro Nara, een tot 1700 meter hoog gebied langs de kust tien kilometer ten noordwesten van Quepos. In 2005 werd zowel mannelijke, vrouwelijke als jonge harlekijnkikkers waargenomen. Naar aanleiding van deze ontdekking werd door het Yale Peabody Museum of Natural History in samenwerking met het management van Rainmaker een observatieprogramma opgezet. De populatie is sindsdien stabiel en gezond en lijkt bovendien vrij te zijn van Batrachochytrium dendrobatidis. De grootte van de populatie wordt geschat op 60 tot 95 harlekijnkikkers. In 2010 werd een tweede populatie nabij Quepos gevonden.
In 2008 werd in Las Tablas in een bosgebied op ongeveer 1300 meter hoogte in de Cordillera de Talamanca een nieuwe populatie ontdekt van de harlekijnkikker. Deze populatie is tweehonderd tot driehonderd dieren groot en lijkt vrij te zijn van Batrachochytrium dendrobatidis. Er worden twee hypotheses gegeven voor het overleven van deze en andere restpopulaties. In de eerste plaats zou het geïsoleerde populaties kunnen betreffen die niet in contact zijn gekomen met de schimmel, bijvoorbeeld doordat ze leven langs stroompjes die afgesneden zijn van de hoofdrivieren. Een andere mogelijkheid is dat sommige individuen in besmette populaties resistent zijn voor of kunnen genezen van chytridiomycose en zo de basis kunnen vormen voor nieuwe populaties. Een studie tussen september 2011 en februari 2013 toonde aan dat de populatie van Las Tablas stabiel is met echter nauwelijks toename in grootte. Er werden 222 individuen geteld, waaronder zowel volwassen, onvolwassen als jonge harlekijnkikkers. Kikkervisjes of eieren werden echter niet waargenomen.
Nieuwe waarnemingen in Costa Rica volgden in 2012 en 2015. In 2012 werd een harlekijnkikker gezien bij La Luchita de Potrero Grande nabij Buenos Aires in het Pacifisch heuvelland op 840 meter hoogte. In een privéreservaat in de regio van Uvita de Osa in het Pacifisch laagland op 400 meter hoogte werden in 2015 tien mannelijke harlekijnkikkers waargenomen.
In 2024 waren er acht bekende restpopulaties in het Pacifische deel van het land, die aangeduid worden corresponderend met het morphotype: bij Uvita de Osa (A1), in Las Tablas (B1), bij Buenos Aires (B2), een locatie meer westelijk in het oostelijke deel van de Cordillera de Talamanca (B3), in de Alexander Skutch Biological Corridor (populatie C1) en twee andere locaties in het westelijke deel van de Cordillera de Talamanca (C1, C3) en bij Fila Chonta (D).

### Panama
Tijdens een studie op de continentale scheiding van de grens met Costa Rica tot het westen van Veraguas werden vier harlekijnkikkers waargenomen bij Cerro Negro in Parque Nacional Santa Fé, die niet geïnfecteerd waren met Batrachochytrium dendrobatidis. Een latere studie in westelijk Panama toonde aan dat de harlekijnkikker ook kan overleven in de gebieden waar Batrachochytrium dendrobatidis endemisch is. Er werd gezocht op tien locaties waar de soort voor de regionale uitbraak van chytridiomycose in 2004 voorkwam, evenals zes locaties waar het recent was waargenomen of sprake was van een gunstig habitat. Op drie van deze locaties werd de harlekijnkikker waargenomen. De exacte plaats van deze locaties is door de onderzoekers geheim gehouden, maar het betreft twee berggebieden op 735 meter (één mannetje) en 520 meter hoogte (vijf mannetjes, twee vrouwtjes, één juveniel) en een locatie op zeeniveau (één mannetje) in de regio Donoso in de provincie Colón. De harlekijnkikkers van de berglocaties testten negatief voor chytridiomycose, maar de ziekte werd wel bij een deel van de andere padden en kikkers aangetoond. Op de laaglandlocatie waren geen amfibieën besmet met chytridiomycose.
De herontdekking van verschillende populaties van de harlekijnkikker staat niet op zichzelf en van verschillende kikkerachtigen worden restpopulaties gevonden in Costa Rica en westelijk Panama na meerdere jaren niet te zijn waargenomen. Bij infectieziekten met een hoge mortaliteit wordt vaak een overgang gezien van een uitbraak (epidemie of epizoötische fase) naar een periode waarin gastheer en pathogeen samen voorkomen (endemische of enzoötische fase) en dit lijkt ook bij chytridiomycose het geval. Een studie op drie locaties in Panama (El Copé, El Valle de Antón en Alto de Campana) toonde aan dat vijf tot dertien jaar na de epidemie populaties van sommige soorten weer verschenen na een periode zonder waarnemingen, terwijl Batrachochytrium dendrobatidis nog steeds aanwezig was. De harlekijnkikker was een van de soorten waarbij dit herstel in El Copé werd gezien. De soort zal in kleine aantallen hebben overleefd om vervolgens weer toe te nemen in aantal, mogelijk door evolutie van beschermingsmechanismen in de huid tegen Batrachochytrium dendrobatidis.

## In gevangenschap
Om de harlekijnkikker voor uitsterven te behoeden zijn reservepopulaties (ex-situ) in gevangenschap opgezet, een project dat wordt aangeduid met de term "Amphibian Ark".
Een belangrijke rol bij het opzetten van reservepopulaties in het kader van de "Ampibian Ark" voor de amfibieën van zuidelijk Midden-Amerika spelen El Valle Amphibian Conservation Center en Gamboa Amphibian Rescue Center in Panama. Het El Valle Amphibian Conservation Center bevindt zich op het terrein van El Nispero Zoo in de Valle de Antón in het westen van het land. Het werd in 2005 gebouwd met steun van de Amerikaanse Association of Zoos and Aquariums (AZA). El Valle Conservation Center heeft acht prioriteitssoorten, waaronder de harlekijnkikker. De kweek bij de harlekijnkikker vindt jaarlijks plaats. In 2006 werd in El Valle Conservation Center gestart met een programma voor de gouden variant van de harlekijnkikker, waarvan exemplaren in het wild waren gevangen. In 2011 werd een eerste groep van nakomelingen uitgezet op dezelfde locatie als waar de oorsprongdieren waren gevangen. Later werd ook voor de laaglandharlekijnkikker een fokprogramma opgezet in het centrum.
In 2018 werden door een team van het Smithsonian Conservation Biology Institute ongeveer vijfhonderd harlekijnkikkers afkomstig uit het fokprogramma uitgezet in een gebied van First Quantum Minerals in de Colón. Dertig kikkers werden voorzien van een miniatuurradiozender om ze te kunnen vervolgen. Alle harlekijnkikkers kregen een elastomeermarkering op een teen die oplicht onder ultraviolet licht om ze herkenbaar te maken als onderdeel van de uitgezette populatie. Er werd zowel "zachte" als "harde" uitzet toegepast, waarbij de eerste methode inhoudt dat de harlekijnkikkers eerst acclimatiseerden in een verblijf in het uitzetgebied. Predatie door slangen en spinnen bleek een grotere sterfte te geven dan besmetting en sterfte door chytridiomycose.
In 2004 zette Cleveland Metro Zoo een populatie in gevangenschap op in de Verenigde Staten. Deze groep is stabiel en een deel van de dieren werd later ondergebracht in het National Amphibian Conservation Center in Detroit.
In Europa speelt het Manchester Museum, onderdeel van de universiteit van de stad, een hoofdrol in de bescherming van Costa Ricaanse en Panamese kikkersoorten. In 2019 werden vijf harlekijnkikkers gevangen in Nationaal Park Santa Fe voor een fokprogramma achter de schermen in het vivarium van het museum. Daarnaast organiseert en ondersteunt het Manchester Museum diverse beschermingsprojecten in Costa Rica en Panama. In 2021 werd het eerste kweekresultaat behaald.